# Johann Adam Karinger
Johann Adam Karinger (ur. ok. 1690 r., zm. 1742 r.) – niemiecki kamieniarz związany z Wrocławiem, autor ołtarza głównego w bazylice klasztoru jasnogórskiego.
Urodził się ok. 1690 r., prawdopodobnie pochodził z Tyrolu. Około 1716 r. pojawił się we Wrocławiu. Jego warsztat cieszył się w latach 30. XVIII w. dużym wzięciem. W bazylice św. Elżbiety (1720–1722) wykonał epitafium Johanna Georga von Wolffa według projektu Johanna Bernharda Fischera von Erlach, a do projektu Christopha Tauscha wykonał przed kolegiatą Świętego Krzyża we Wrocławiu posąg Jana Nepomucena (1730–1732). Wraz z Georgiem Leonhardem Weberem i Urbanem Rauscherem jest również autorem rzeźb na sarkofagu i ołtarzu w kaplicy bł. Czesława w kościele św. Wojciecha oraz wykonawcą rekonstrukcji kaplicy mariackiej w kościele św. Wincentego na mauzoleum norbertanina Ferdinanda von Hochberga do projektu Christopha Hacknera (1723–1727). Pracował dla norbertanów również w 1730 r., gdy wzniósł przed ich klasztorem niezachowaną już fontannę. Ponadto dla wrocławskiej katedry wykonał marmurowy pulpit projektu Christopha Tauscha (1723) oraz brał udział w realizacji kaplicy Bożego Ciała (Kaplicy Elektorskiej), będącej mauzoleum biskupa Ludwika Franciszka von Pfalz-Neuburg.
Jego najbardziej znaną realizacją w mieście jest wzniesiona na zlecenie władz miejskich w 1732 r. na pl. Nowy Targ fontanna Neptuna, choć za autora rzeźby samego Neptuna i otaczających go wodnych stworzeń uchodzi Johann Jakob Bauer. Fontanna stała się ulubionym motywem krajobrazu Wrocławia, i pod nią mieszkańcy świętowali nadejście nowego roku.

Karinger pracował także poza Wrocławiem, m.in. realizował dekoracje kamieniarskie dla pałacu w Brzezince (Brzezinka k. Oleśnicy), dla kościoła Bożego Ciała (obecnie św. Mikołaja) w Głogowie (1716) i kościoła parafialnego św. Karola Boromeusza w Radziądzu, a także wzniósł w latach 1725–1728 ołtarz główny w bazylice klasztoru jasnogórskiego w Częstochowie.

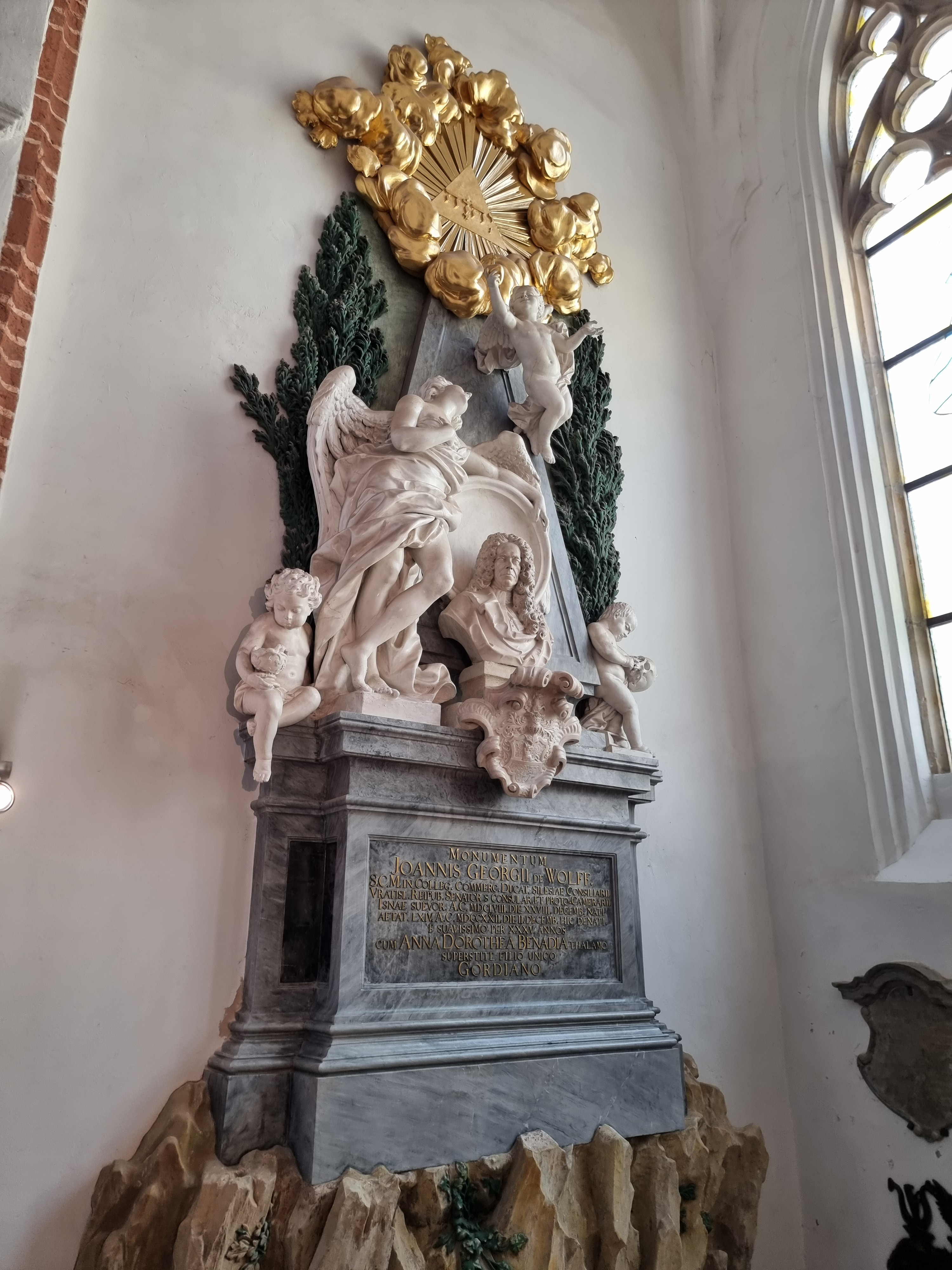
Epitafium Johanna Georga von Wolffa w bazylice św. Elżbiety
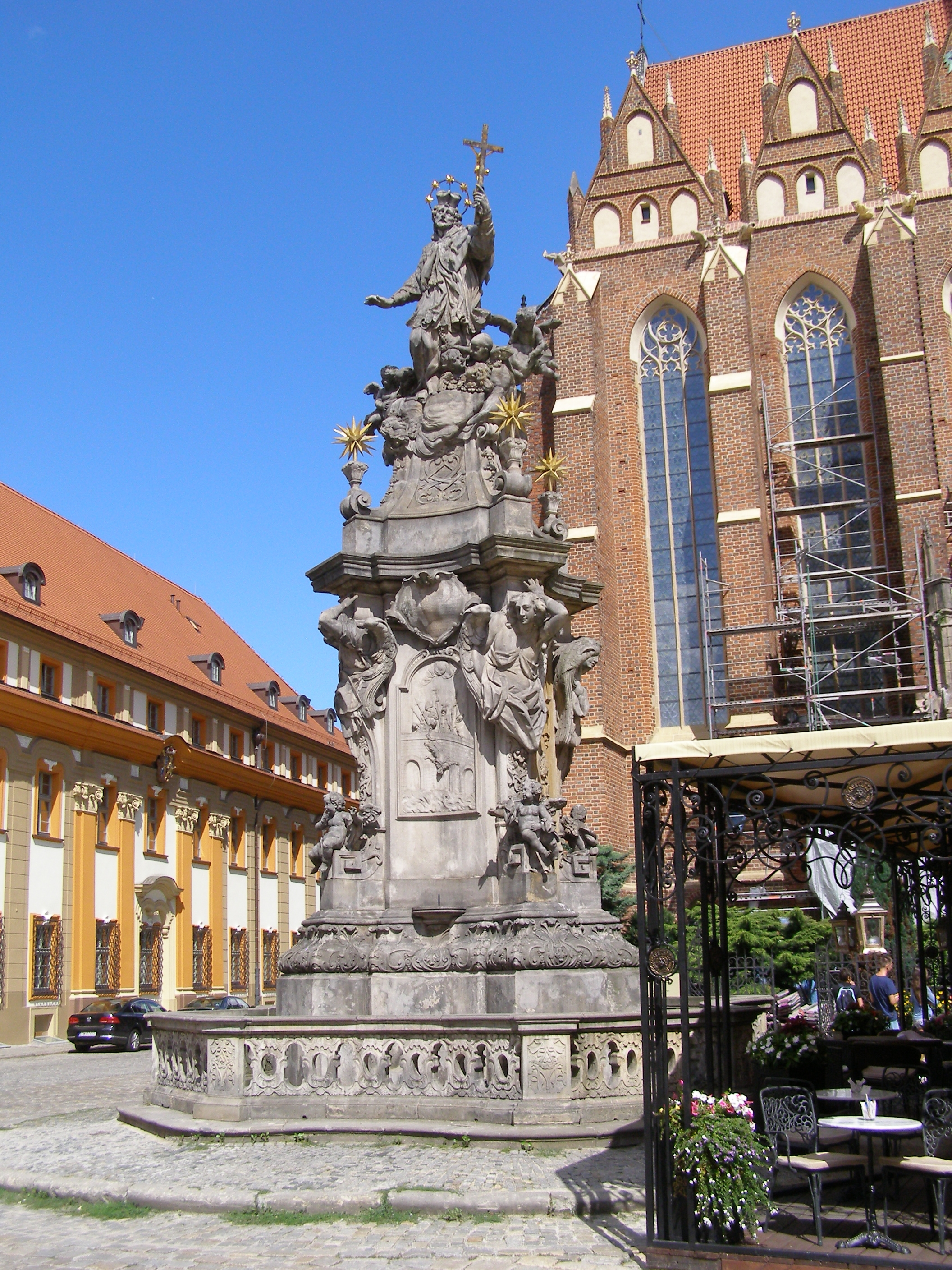
Pomnik św. Jana Nepomucena na Ostrowie Tumskim
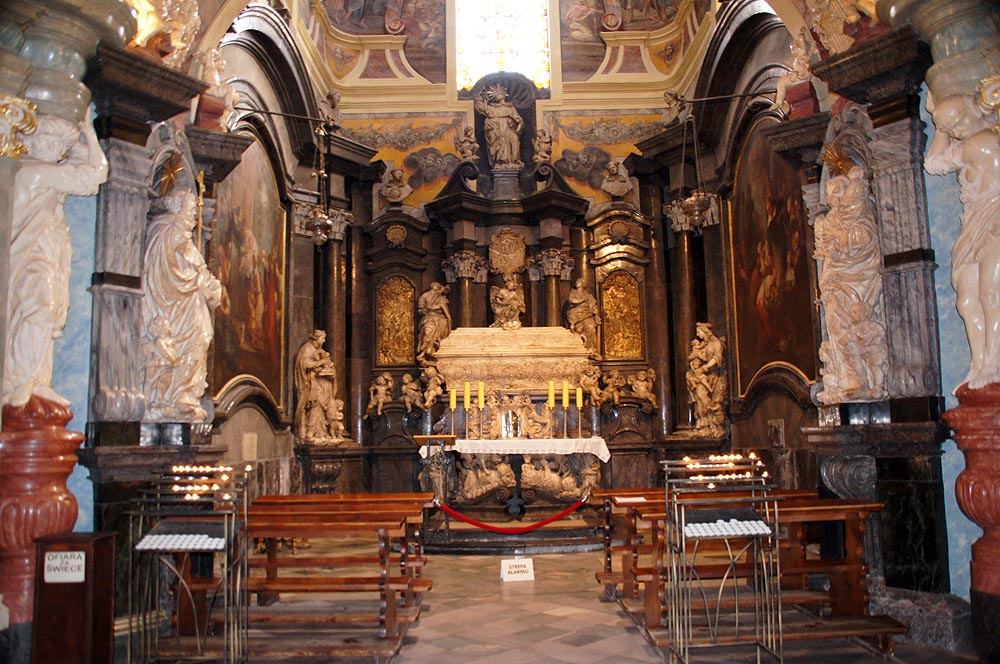
Kaplica z grobowcem bł. Czesława w kościele św. Wojciecha
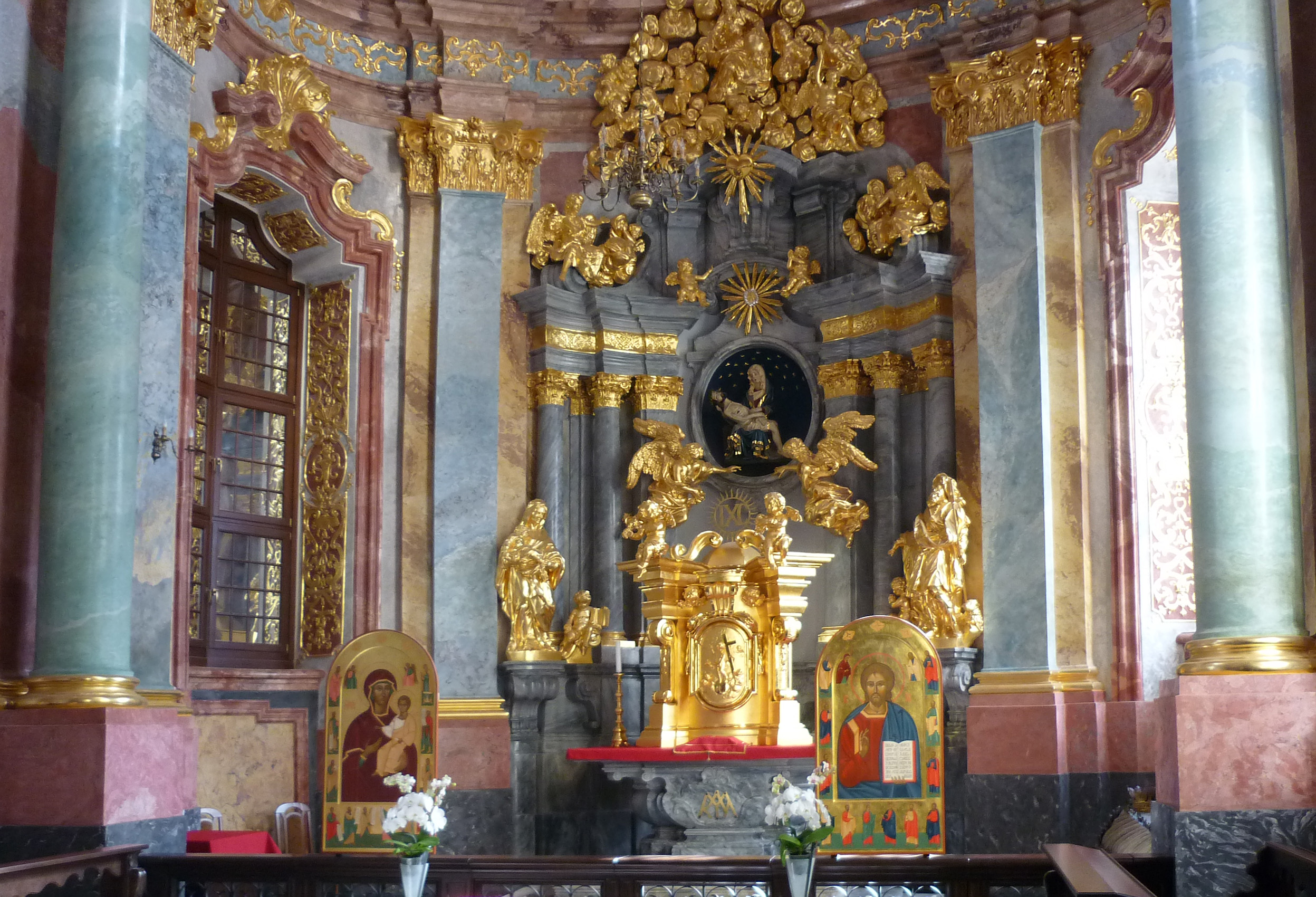
Kaplica Hochberga w kościele św. Wincentego
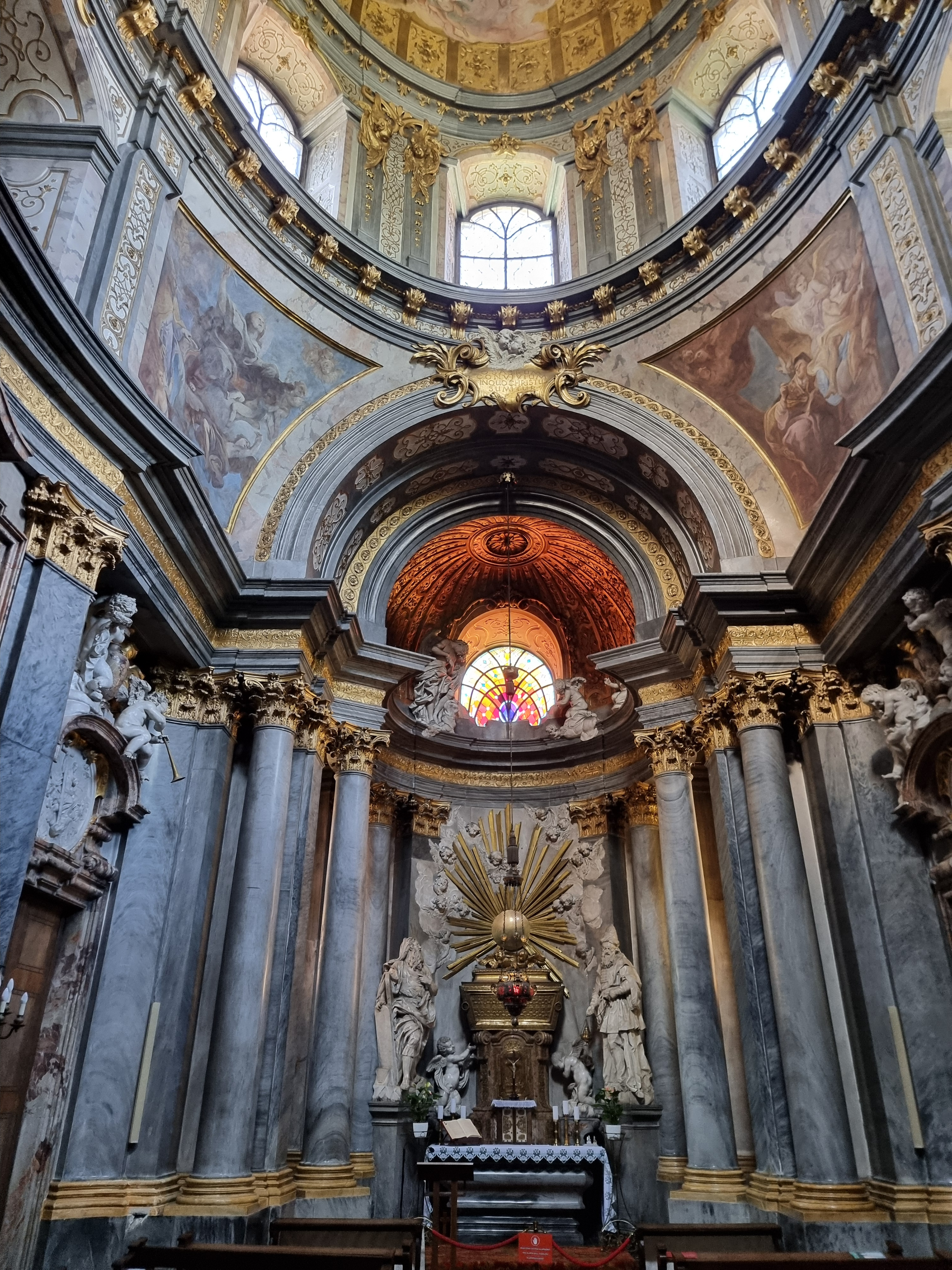
Kaplica Elektorska lub Bożego Ciała wrocławskiej katedry
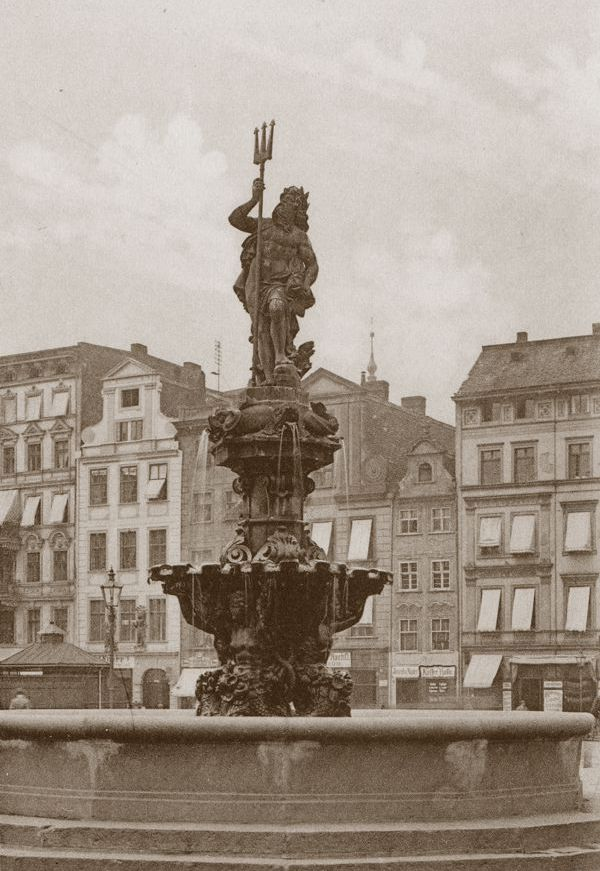
Fontanna Neptuna we Wrocławiu
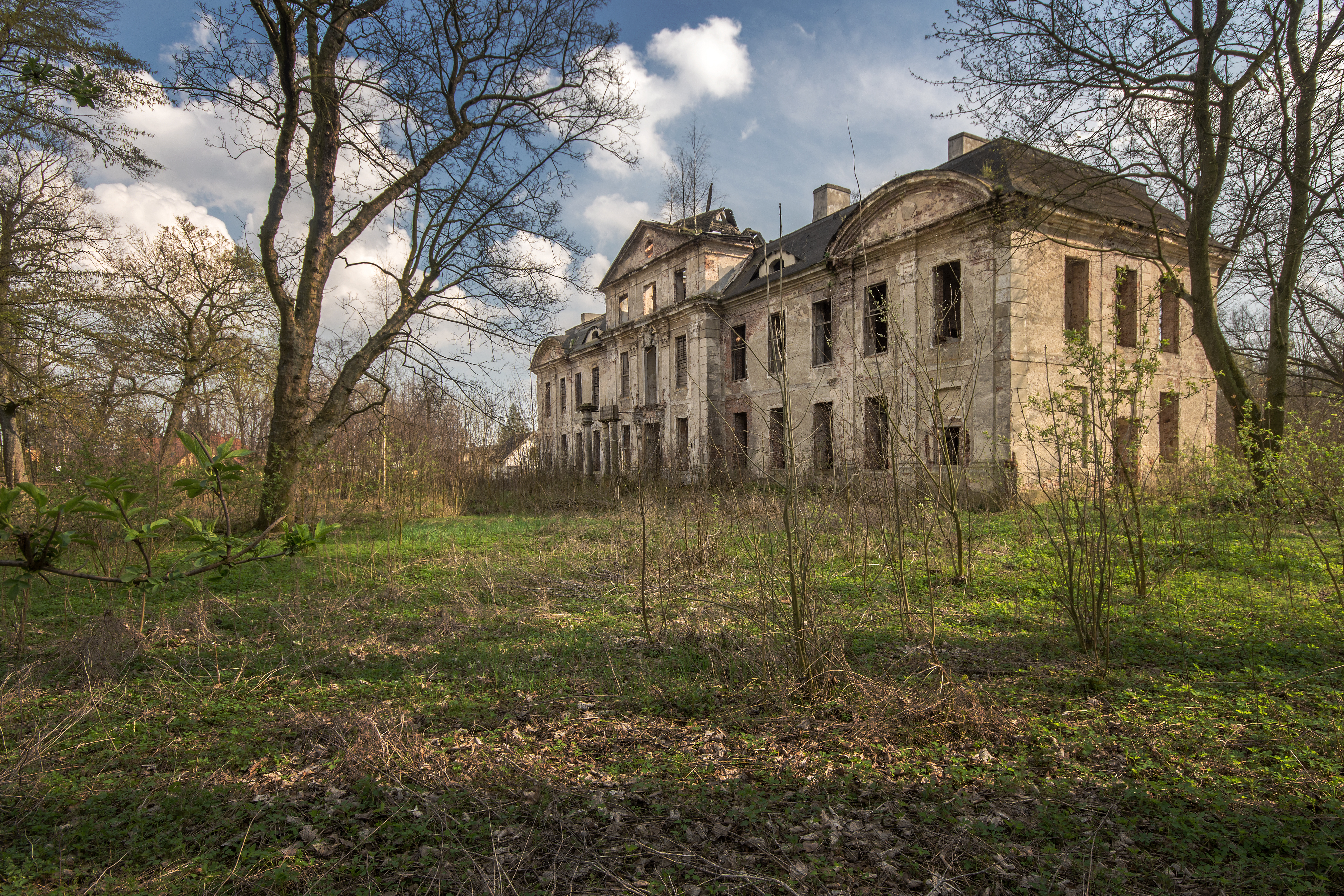
Pałac w Brzezince
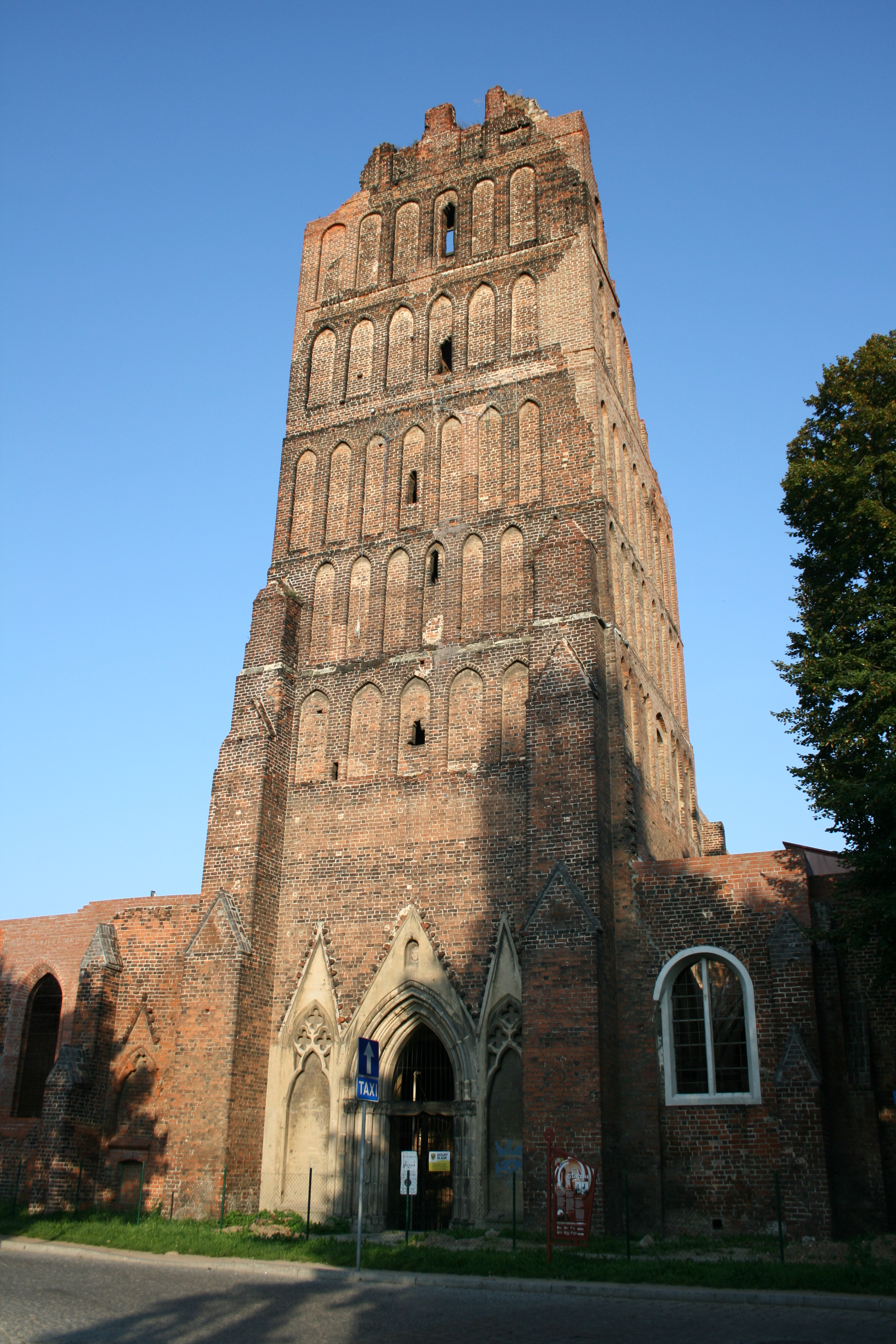
Kościół św. Mikołaja w Głogowie
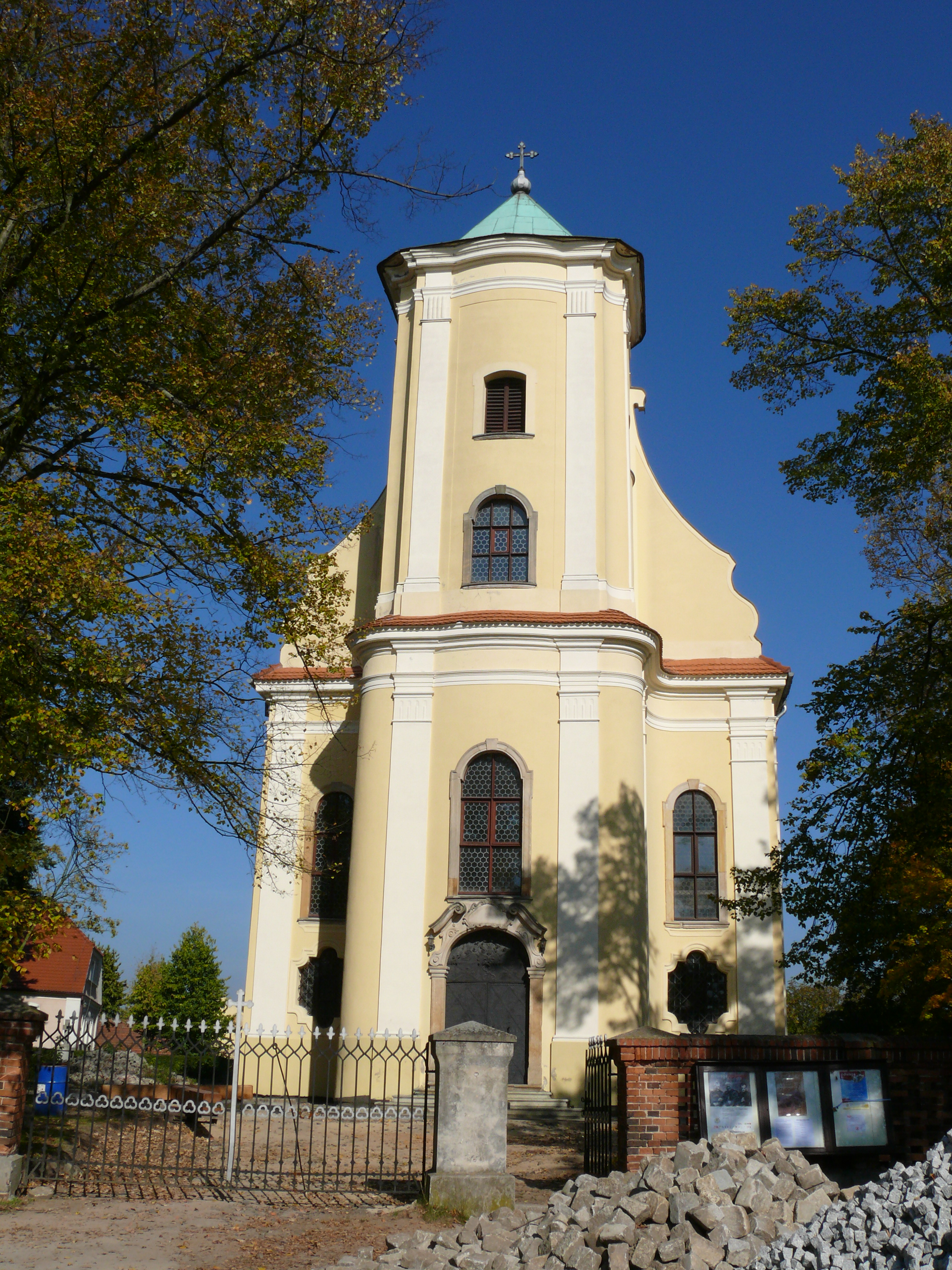
kościół parafialny pw. św. Karola Boromeusza
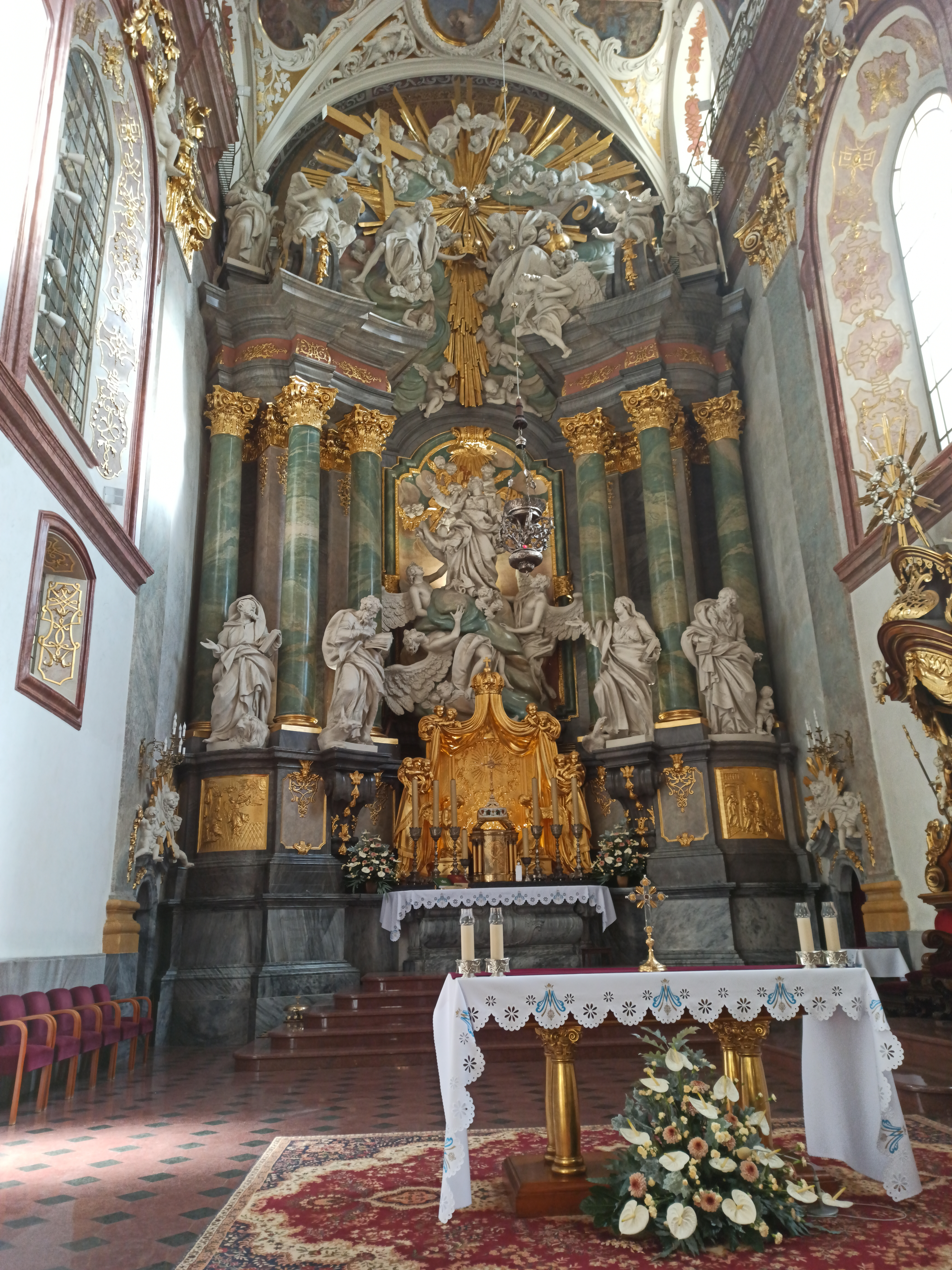
Ołtarz główny w bazylice jasnogórskiej